# کیتا، مالی
کیتا (به لاتین: Kita) یک منطقهٔ مسکونی در مالی است که در Kita Cercle واقع شده‌است.
 کیتا  ۴۸٬۹۵۷ نفر جمعیت دارد و ۳۳۰ متر بالاتر از سطح دریا واقع شده‌است.

## خواهرخوانده
شهر Marly-le-Roi خواهرخواندهٔ کیتا، مالی هست.